# Santiago Pardo-Manuel de Villena y Berthelemy
Santiago Pardo-Manuel de Villena y Berthelemy (París, Francia, 20 de octubre de 1932-Orihuela, España, 7 de diciembre de 2013) fue el XVI marqués de Rafal, VII Marqués de Villa Alegre de Castilla y VI de Valdesevilla hasta 1998.

## Historia
Hijo de Ignacio Pardo-Manuel de Villena y Egaña y de Isabel Simone Berthelemy Supervielle, nació en París el 20 de octubre de 1932. En 1955, cuando tenía 23 años, su tío el Marqués de Rafal lo nombró heredero universal de todos sus bienes, incluidos los dos títulos nobiliarios que tenía en posesión.
El 7 de octubre de 1956, Santiago visitó el municipio de Rafal por primera vez, en representación de su tío el Marqués Fernando y con motivo de la coronación de la patrona del municipio.
Sucedió en el marquesado de Villa Alegre de Castilla en 1964, un año después del fallecimiento de su padre. A la muerte de su tío Fernando Pardo-Manuel de Villena en 1977 tomó posesión de la Casa de Rafal, pasando a ser el nuevo marqués de Rafal y de Valdesevilla. Oficialmente, no fue hasta el 5 de marzo de 1982 cuando Santiago obtuvo los títulos tras ser expedidas por el Ministerio de Justicia las Reales Cartas de Sucesión.
Casó en Prouzel, Francia con Évelyne de L'Epine y Jacquin de Margerie el 3 de octubre de 1959, naciendo del matrimonio cuatro hijos, Isabel, Fernando, Iván y Jaime.
Santiago ocupó los cargos de Caballero del Real Estamento Militar del Principado de Gerona, Caballero de la Real Hermandad del Santo Cáliz de Valencia, miembro de la Asociación de Hidalgos del Fuero de España, presidente de la Asociación y Fundación de Propietarios de Casas Históricas y Singulares, patrono de la fundación Ayuda en Acción, miembro de la junta directiva Hispania Nostra y de la Confederación Española de Fundaciones, A.D. IESE de la Universidad de Navarra, empresario agrícola, director de banca y diplomado en genealogía, heráldica y nobiliaria.
El 9 de junio de 1990 Santiago volvió a visitar el municipio de Rafal de forma oficial, esta vez con motivo de la celebración del 350 aniversario de la villa de Rafal. En esta visita Santiago pronunció una memorable conferencia en dicho municipio y titulada «La creación de Rafal por mi antepasado Don Jerónimo de Rocamora».
En 1998 Santiago decidió ceder algunos títulos a sus hijos, otorgándole a Jaime Pardo-Manuel de Villena y L'Epine el de VIII marqués de Villa Alegre de Castilla y a Iván Pardo-Manuel de Villena y L'Epine el de VII marqués de Valdesevilla. Las reales cartas de sucesión de los marquesados de Valdesevilla y de Villa Alegre de Castilla fueron expedidas por el Ministerio de Justicia el 9 de enero de 1998. Tras estas cesiones, Santiago quedaba únicamente con el título de marqués de Rafal con grandeza de España, hasta su fallecimiento. El actual poseedor es su hijo Fernando Pardo-Manuel de Villena y de L'Epine.
Durante el año 2011, Santiago visitó de nuevo el municipio de Rafal de forma oficial en varias ocasiones, entre ellas el 5 de febrero con motivo del acto de apertura de la Iglesia de Rafal tras las obras acometidas, de nuevo el 2 de abril y el 23 de abril, donde presidió una cofradía durante la procesión de Semana Santa.

## Antepasados de Santiago
|  |                                                                         |  |  |  |  |  |  |  |  |  |  |  |  |  |  |  |
|  | 16. Ramón María de Pardo y Chaler                                       |  |  |  |  |  |  |  |  |  |  |  |  |  |  |  |
|  |                                                                         |  |  |  |  |  |  |  |  |  |  |  |  |  |  |  |
|  |                                                                         |  |  |  |  |  |  |  |  |  |  |  |  |  |  |  |
|  | 8. Arturo de Pardo e Inchausti                                          |  |  |  |  |  |  |  |  |  |  |  |  |  |  |  |
|  |                                                                         |  |  |  |  |  |  |  |  |  |  |  |  |  |  |  |
|  |                                                                         |  |  |  |  |  |  |  |  |  |  |  |  |  |  |  |
|  | 17. María de las Mercedes de Inchausti y Gherardi                       |  |  |  |  |  |  |  |  |  |  |  |  |  |  |  |
|  |                                                                         |  |  |  |  |  |  |  |  |  |  |  |  |  |  |  |
|  |                                                                         |  |  |  |  |  |  |  |  |  |  |  |  |  |  |  |
|  | 4. Alfonso de Pardo y Manuel de Villena                                 |  |  |  |  |  |  |  |  |  |  |  |  |  |  |  |
|  |                                                                         |  |  |  |  |  |  |  |  |  |  |  |  |  |  |  |
|  |                                                                         |  |  |  |  |  |  |  |  |  |  |  |  |  |  |  |
|  | 18. José Casimiro Manuel de Villena y Bambalere                         |  |  |  |  |  |  |  |  |  |  |  |  |  |  |  |
|  |                                                                         |  |  |  |  |  |  |  |  |  |  |  |  |  |  |  |
|  |                                                                         |  |  |  |  |  |  |  |  |  |  |  |  |  |  |  |
|  | 9. María Isabel Manuel de Villena y Álvarez de las Asturias             |  |  |  |  |  |  |  |  |  |  |  |  |  |  |  |
|  |                                                                         |  |  |  |  |  |  |  |  |  |  |  |  |  |  |  |
|  |                                                                         |  |  |  |  |  |  |  |  |  |  |  |  |  |  |  |
|  | 19. María Josefa Álvarez de las Asturias Bohórquez y Giraldes de Cañas  |  |  |  |  |  |  |  |  |  |  |  |  |  |  |  |
|  |                                                                         |  |  |  |  |  |  |  |  |  |  |  |  |  |  |  |
|  |                                                                         |  |  |  |  |  |  |  |  |  |  |  |  |  |  |  |
|  | 2. Ignacio Pardo-Manuel de Villena y Egaña                              |  |  |  |  |  |  |  |  |  |  |  |  |  |  |  |
|  |                                                                         |  |  |  |  |  |  |  |  |  |  |  |  |  |  |  |
|  |                                                                         |  |  |  |  |  |  |  |  |  |  |  |  |  |  |  |
|  | 20. Andrés de Egaña y Díaz del Carpio                                   |  |  |  |  |  |  |  |  |  |  |  |  |  |  |  |
|  |                                                                         |  |  |  |  |  |  |  |  |  |  |  |  |  |  |  |
|  |                                                                         |  |  |  |  |  |  |  |  |  |  |  |  |  |  |  |
|  | 10. Casimiro Alberto de Egaña y Oquendo, I Conde -pontificio- de Egaña  |  |  |  |  |  |  |  |  |  |  |  |  |  |  |  |
|  |                                                                         |  |  |  |  |  |  |  |  |  |  |  |  |  |  |  |
|  |                                                                         |  |  |  |  |  |  |  |  |  |  |  |  |  |  |  |
|  | 21. Abdona Ignacia de Oquendo y Zabaleta                                |  |  |  |  |  |  |  |  |  |  |  |  |  |  |  |
|  |                                                                         |  |  |  |  |  |  |  |  |  |  |  |  |  |  |  |
|  |                                                                         |  |  |  |  |  |  |  |  |  |  |  |  |  |  |  |
|  | 5. Ignacia María de Egaña y Aranzabe, Dama de la Reina Victoria Eugenia |  |  |  |  |  |  |  |  |  |  |  |  |  |  |  |
|  |                                                                         |  |  |  |  |  |  |  |  |  |  |  |  |  |  |  |
|  |                                                                         |  |  |  |  |  |  |  |  |  |  |  |  |  |  |  |
|  | 22. Juan Antonio de Aranzabe y Arámburu                                 |  |  |  |  |  |  |  |  |  |  |  |  |  |  |  |
|  |                                                                         |  |  |  |  |  |  |  |  |  |  |  |  |  |  |  |
|  |                                                                         |  |  |  |  |  |  |  |  |  |  |  |  |  |  |  |
|  | 11. María de la Concepción de Aranzabe y Alpízar                        |  |  |  |  |  |  |  |  |  |  |  |  |  |  |  |
|  |                                                                         |  |  |  |  |  |  |  |  |  |  |  |  |  |  |  |
|  |                                                                         |  |  |  |  |  |  |  |  |  |  |  |  |  |  |  |
|  | 23. María del Rosario de Alpízar y Arévalo                              |  |  |  |  |  |  |  |  |  |  |  |  |  |  |  |
|  |                                                                         |  |  |  |  |  |  |  |  |  |  |  |  |  |  |  |
|  |                                                                         |  |  |  |  |  |  |  |  |  |  |  |  |  |  |  |
|  | 1. Santiago Pardo-Manuel de Villena y Berthelemy                        |  |  |  |  |  |  |  |  |  |  |  |  |  |  |  |
|  |                                                                         |  |  |  |  |  |  |  |  |  |  |  |  |  |  |  |
|  |                                                                         |  |  |  |  |  |  |  |  |  |  |  |  |  |  |  |
|  | 24.                                                                     |  |  |  |  |  |  |  |  |  |  |  |  |  |  |  |
|  |                                                                         |  |  |  |  |  |  |  |  |  |  |  |  |  |  |  |
|  |                                                                         |  |  |  |  |  |  |  |  |  |  |  |  |  |  |  |
|  | 12.                                                                     |  |  |  |  |  |  |  |  |  |  |  |  |  |  |  |
|  |                                                                         |  |  |  |  |  |  |  |  |  |  |  |  |  |  |  |
|  |                                                                         |  |  |  |  |  |  |  |  |  |  |  |  |  |  |  |
|  | 25.                                                                     |  |  |  |  |  |  |  |  |  |  |  |  |  |  |  |
|  |                                                                         |  |  |  |  |  |  |  |  |  |  |  |  |  |  |  |
|  |                                                                         |  |  |  |  |  |  |  |  |  |  |  |  |  |  |  |
|  | 6. Pierre Berthélemy                                                    |  |  |  |  |  |  |  |  |  |  |  |  |  |  |  |
|  |                                                                         |  |  |  |  |  |  |  |  |  |  |  |  |  |  |  |
|  |                                                                         |  |  |  |  |  |  |  |  |  |  |  |  |  |  |  |
|  | 26.                                                                     |  |  |  |  |  |  |  |  |  |  |  |  |  |  |  |
|  |                                                                         |  |  |  |  |  |  |  |  |  |  |  |  |  |  |  |
|  |                                                                         |  |  |  |  |  |  |  |  |  |  |  |  |  |  |  |
|  | 13.                                                                     |  |  |  |  |  |  |  |  |  |  |  |  |  |  |  |
|  |                                                                         |  |  |  |  |  |  |  |  |  |  |  |  |  |  |  |
|  |                                                                         |  |  |  |  |  |  |  |  |  |  |  |  |  |  |  |
|  | 27.                                                                     |  |  |  |  |  |  |  |  |  |  |  |  |  |  |  |
|  |                                                                         |  |  |  |  |  |  |  |  |  |  |  |  |  |  |  |
|  |                                                                         |  |  |  |  |  |  |  |  |  |  |  |  |  |  |  |
|  | 3. Isabel Simone Berthelemy Supervielle                                 |  |  |  |  |  |  |  |  |  |  |  |  |  |  |  |
|  |                                                                         |  |  |  |  |  |  |  |  |  |  |  |  |  |  |  |
|  |                                                                         |  |  |  |  |  |  |  |  |  |  |  |  |  |  |  |
|  | 28. Romain Supervielle Vergez                                           |  |  |  |  |  |  |  |  |  |  |  |  |  |  |  |
|  |                                                                         |  |  |  |  |  |  |  |  |  |  |  |  |  |  |  |
|  |                                                                         |  |  |  |  |  |  |  |  |  |  |  |  |  |  |  |
|  | 14. Louis Bernard Supervielle Etchehon                                  |  |  |  |  |  |  |  |  |  |  |  |  |  |  |  |
|  |                                                                         |  |  |  |  |  |  |  |  |  |  |  |  |  |  |  |
|  |                                                                         |  |  |  |  |  |  |  |  |  |  |  |  |  |  |  |
|  | 29. Ana Etchehon                                                        |  |  |  |  |  |  |  |  |  |  |  |  |  |  |  |
|  |                                                                         |  |  |  |  |  |  |  |  |  |  |  |  |  |  |  |
|  |                                                                         |  |  |  |  |  |  |  |  |  |  |  |  |  |  |  |
|  | 7. Águeda Supervielle                                                   |  |  |  |  |  |  |  |  |  |  |  |  |  |  |  |
|  |                                                                         |  |  |  |  |  |  |  |  |  |  |  |  |  |  |  |
|  |                                                                         |  |  |  |  |  |  |  |  |  |  |  |  |  |  |  |
|  | 30.                                                                     |  |  |  |  |  |  |  |  |  |  |  |  |  |  |  |
|  |                                                                         |  |  |  |  |  |  |  |  |  |  |  |  |  |  |  |
|  |                                                                         |  |  |  |  |  |  |  |  |  |  |  |  |  |  |  |
|  | 15. Marie-Anne                                                          |  |  |  |  |  |  |  |  |  |  |  |  |  |  |  |
|  |                                                                         |  |  |  |  |  |  |  |  |  |  |  |  |  |  |  |
|  |                                                                         |  |  |  |  |  |  |  |  |  |  |  |  |  |  |  |
|  | 31.                                                                     |  |  |  |  |  |  |  |  |  |  |  |  |  |  |  |
|  |                                                                         |  |  |  |  |  |  |  |  |  |  |  |  |  |  |  |
|  |                                                                         |  |  |  |  |  |  |  |  |  |  |  |  |  |  |  |

## Descendencia
- Isabel Pardo-Manuel de Villena y L´Epine (nació el 6 de marzo de 1961)

- Fernando Pardo-Manuel de Villena y L´Epine (nació el 4 de julio de 1962), XVII marqués de Rafal.

- Iván Pardo-Manuel de Villena y L´Epine (nació el 6 de enero de 1965), marqués de Valdesevilla

- Jaime Pardo-Manuel de Villena y L´Epine (nació el 19 de octubre de 1968), marqués de Villa Alegre de Castilla